# Айкикай хомбу доджо
Айкикай Хомбу доджо е школата, в която основателят на айкидо Морихей Уешиба започва да преподава разработеното от него бойно изкуство през 1931.
Понастоящем е седалище на Aikikai Foundation и на всички организации, практикуващи стила айкикай. Първоначално се нарича Кобукан доджо. Новата сграда е построена през 1967.
Айкикай Хомбу доджо се намира в Токио, Япония.